# Turdus albicollis
Turdus albicollis е вид птица от семейство Turdidae.

## Разпространение
Видът е разпространен в Аржентина, Боливия, Бразилия, Венецуела, Гвиана, Еквадор, Колумбия, Парагвай, Перу, Суринам, Тринидад и Тобаго, Уругвай и Френска Гвиана.